# Culicoides beaveri
Culicoides beaveri är en tvåvingeart som beskrevs av Wirth och Barreto 1978. Culicoides beaveri ingår i släktet Culicoides och familjen svidknott.
Artens utbredningsområde är Colombia. Inga underarter finns listade i Catalogue of Life.